# Diocese de Prince Albert
A Diocese de Prince Albert (Dioecesis Principis Albertensis) é uma diocese localizada na cidade de Prince Albert, na província de Saskatchewan, pertencente a Arquidiocese de Regina no Canadá. Foi fundada em 1891 pelo Papa Leão XIII. Inicialmente foi fundada com o nome de Vicariato Apostólico de Saskatchewan, sendo elevada a diocese em 1907. Com uma população católica de 29.746 habitantes, sendo 14,1% da população total, possui 80 paróquias com dados de 2018.

## História
Em 4 de junho de 1891 o Papa Leão XIII cria o Vicariato Apostólico de Saskatchewan a partir do território da Arquidiocese de Saint-Boniface. Em 1907 o vicariato apostólico é elevado a diocese com o nome de Diocese de Prince-Albert. Em 30 de abril de 1921 tem seu nome alterado para Diocese de Prince-Albert-Saskatoon. Em 6 de maio de 1921 a diocese perde território para a formação da Abadia Territorial de São Pedro-Muenster. Em 1933 a diocese é dividida em duas, a atual Diocese de Prince-Albert e a Diocese de Saskatoon. 

## Lista de bispos
A seguir uma lista de bispos desde a criação do vicariato em 1891, em 1907 é elevado a diocese. 
|                                    | Nome                            | Período                 | Notas                              |
| Bispos de Prince-Albert            | Bispos de Prince-Albert         | Bispos de Prince-Albert | Bispos de Prince-Albert            |
| ---------------------------------- | ------------------------------- | ----------------------- | ---------------------------------- |
| 7º                                 | Stephen Andrew Hero             | 2021 -                  |                                    |
| 6º                                 | Albert Privet Thévenot, M. Afr. | 2008 - 2021             |                                    |
| 5º                                 | Blaise-Ernest Morand            | 1983 - 2008             | Bispo emérito                      |
| 4º                                 | Laurent Morin                   | 1959 - 1983             |                                    |
| 3º                                 | Léo Blais                       | 1952 - 1959             | Nomeado bispo auxiliar de Montreal |
| 2º                                 | Réginald Duprat, O.P.           | 1938 - 1952             |                                    |
| 1º                                 | Henri-Jean-Maria Prud'homme     | 1933 - 1937             |                                    |
| Bispo de Prince Albert–Saskatoon   |                                 |                         |                                    |
| 1º                                 | Henri-Jean-Maria Prud'homme     | 1921 - 1933             | Nomeado bispo dessa diocese        |
| Bispo de Prince Albert             |                                 |                         |                                    |
| 1º                                 | Albert Pascal, O.M.I.           | 1907 - 1920             |                                    |
| Vigário apostólico de Saskatchewan |                                 |                         |                                    |
| 1º                                 | Albert Pascal, O.M.I.           | 1891 - 1907             | Nomeado bispo de Prince Albert     |
| Bispo coadjutor                    |                                 |                         |                                    |
| 1º                                 | Blaise-Ernest Morand            | 1981- 1983              | Nomeado bispo dessa diocese        |